# Catocala krombeini
Catocala krombeini là một loài bướm đêm trong họ Erebidae.